# Asientos (kommun)
Asientos är en kommun i Mexiko.   Den ligger i delstaten Aguascalientes, i den centrala delen av landet, 400 km nordväst om huvudstaden Mexico City. Antalet invånare är 37 763.
Följande samhällen finns i Asientos:
- Villa Juárez
- Asientos
- Guadalupe de Atlas
- Pilotos
- Bimbaletes Aguascalientes
- Molinos
- Noria del Borrego
- Jarillas
- Francisco Villa
- Clavellinas
- San Gil
- Tanque Viejo
- San Vicente
- El Epazote
- Charco Azul
- La Esperanza
- Licenciado Adolfo López Mateos
- San José del Tulillo
- El Bajío de los Campos
- El Tepetatillo Rancho
- La Tinajuela